# Animal Magnetism
Animal Magnetism je sedmé studiové album německé hardrockové/heavymetalové skupiny Scorpions, vydané roku 1980. 8. března 1984 ho RIAA certifikovala jako zlaté a platinovým se stalo 28. října 1991. Obal vytvořil Storm Thorgerson z výtvarné skupiny Hipgnosis.

## Seznam skladeb
1. "Make It Real" (R.Schenker/H.Rarebell) – 3:49
2. "Don't Make No Promises (Your Body Can't Keep)" (M.Jabs/H.Rarebell) – 2:55
3. "Hold Me Tight" (R.Schenker/K.Meine/H.Rarebell) – 3:53
4. "Twentieth Century Man" (R.Schenker/K.Meine) – 3:00
5. "Lady Starlight" (R.Schenker/K.Meine) – 6:11
6. "Falling in Love" (H.Rarebell) – 4:09
7. "Only a Man" (R.Schenker/K.Meine/H.Rarebell) – 3:32
8. "The Zoo" (R.Schenker/K.Meine) – 5:28
9. "Animal Magnetism" (R.Schenker/K.Meine/H.Rarebell) – 5:56

### Bonusové skladby
1. "Hey You" (ne na všech verzích)

## Sestava
- Klaus Meine – zpěv
- Matthias Jabs – kytara
- Rudolf Schenker – kytara
- Francis Buchholz – baskytara
- Herman Rarebell – bicí